# Platanóvrysi (Achaïe)
Platanóvrysi, en grec moderne : Πλατανόβρυση, est un village du dème d'Érymanthe, district régional d'Achaïe, en Grèce-Occidentale.
Selon le recensement de 2011, la population du village s'élève à 200 habitants.